# 西住吉 (所沢市)
西住吉（にしすみよし）は、埼玉県所沢市の町名。単独町名で丁番の設定は無い。郵便番号は359-1126。

## 地理
所沢市内の中央南部、吾妻地区に所属する。
西武新宿線/西武池袋線･所沢駅の西側に位置し、東住吉 、南住吉 、星の宮、元町、寿町、日吉町と隣接する。
町内は概ね住宅地で、町域の南側に埼玉県道4号東京所沢線が通っている。

### 地価
住宅地の地価は、2015年（平成27年）1月1日の公示地価によれば、西住吉10-6の地点で20万円/m2となっている。

## 交通

### 鉄道
最寄駅は所沢駅である。

### 道路
- 東京都道・埼玉県道4号東京所沢線

交差点
- 「一本木」
- 「南小学校入口」

バス
最寄のバス停は町域外の「東住吉」ほか

## 歴史
旧入間郡吾妻村。

### 地名の由来
昭和30年代頃、「住吉町」と通称されていたことによる。

## 世帯数と人口
2017年（平成29年）9月30日現在の世帯数と人口は以下の通りである。
| 町丁   | 世帯数  | 人口  |
| ------ | ------- | ----- |
| 西住吉 | 410世帯 | 739人 |

## 小・中学校の学区
市立小・中学校に通う場合の学区（校区）は以下の通り
| 町丁   | 番・番地 | 小学校                     | 中学校                     |
| ------ | -------- | -------------------------- | -------------------------- |
| 西住吉 | 全域     | 所沢市立南小学校（南住吉） | 所沢市立南陵中学校（久米） |

## 施設
地内の大半は戸建ての住宅地であり、いくつかの商業施設や開業医がある。地内に街区公園や公共施設の類は存在しない。
- 武蔵野銀行 所沢支店
- かめさん保育園 - 認可外保育施設[8]